# Таль Банін
Таль Банін (івр. טל בנין‎, нар. 7 березня 1971, Хайфа) — ізраїльський футболіст, що грав на позиції півзахисника за низку ізраїльських клубних команд, французький «Канн», італійську «Брешію», а також за національну збірну Ізраїлю.
По завершенні ігрової кар'єри — тренер.

## Клубна кар'єра
Народився 7 березня 1971 року в Хайфі. Вихованець футбольної школи місцевого «Хапоеля». Дорослу футбольну кар'єру розпочав 1987 року в основній команді того ж клубу, в якій провів два сезони, взявши участь у 44 матчах чемпіонату.
1989 року перейшов до іншої хайфійської команди, «Маккабі». Відіграв за неї наступні три сезони своєї ігрової кар'єри як основний гравець середини поля. За результатами сезону 1990/91 ставав чемпіоном Ізраїлю.
У 1992–1993 роках знову грав за «Хапоель» (Хайфа), звідки перейшов до французького «Канна». Протягом 1994–1997 років знову виступав на батьківщині, у тому ж рідному хайфійському «Хапоелі», після чого удруге вирушив за кордон — цього разу до Італії, де протягом трьох сезонів захищав кольори «Брешії». У першому із цих сезонів не зумів допомогти команді втриматися в Серії A, тому наступні два раки провів у другому італійському дивізіоні.
2000 року повернувся на батьківщину, грав за «Маккабі» (Тель-Авів), з яким у сезоні 2002/03 вигравав першість Ізраїлю, «Бней-Єгуду» та «Бейтар» (Єрусалим), а завершував ігрову кар'єру у 2005—2006 роках за «Маккабі» (Нетанья).

## Виступи за збірні
1990 року провів дві гри за молодіжну збірну Ізраїлю, забивши один гол.
Того ж 1990 року дебютував в офіційних матчах у складі національної збірної Ізраїлю. З 1996 до 2003 року був капітаном національної команди.
Загалом протягом міжнародної кар'єри, що тривала 14 років, провів у формі збірної 78 матчів, забивши 12 голів.

## Кар'єра тренера
Розпочав тренерську кар'єру невдовзі по завершенні кар'єри гравця, 2008 року, увійшовши до тренерського штабу команди «Хапоель» (Петах-Тіква).
У 2008–2010 роках тренував юнацьку збірну Ізраїлю (U-17), після чого увійшов до очолюваного Луїсом Фернандесом тренерського штабу національної збірної Ізраїлю, де працював до 2011 року.
Протягом сезону 2011/12 був головним тренером «Хапоель» (Хайфа), допомігши команді зберегти місце у найвищому дивізіоні. Відразу ж по завершенні сезону змінив Реувена Атара на посаді головного тренера «Маккабі» (Нетанья). У цій команді не допрацював до завершення сезону 2012/13, був звільнений через незадовільні результати.
Протягом частини 2015 року знову працював з «Хапоелєм» (Хайфа), а у 2018 році — з командою «Бней-Сахнін».
| Дата       | Місто          | Господарі            | Результат | Гості          | Турнір            | Голи | Примітки       |
| ---------- | -------------- | -------------------- | --------- | -------------- | ----------------- | ---- | -------------- |
| 16-5-1990  | Рамат-Ган      | Ізраїль              | 3 – 2     | СРСР           | товариський матч  | 1    |                |
| 22-5-1990  | Рамат-Ган      | Ізраїль              | 1 – 2     | Аргентина      | товариський матч  | 1    |                |
| 9-10-1990  | Москва         | СРСР                 | 3 – 0     | Ізраїль        | товариський матч  | -    | 83'            |
| 12-2-1992  | Єрусалим       | Ізраїль              | 1 – 2     | СНД            | товариський матч  | -    |                |
| 5-3-1992   | Бат-Ям         | Ізраїль              | 2 – 1     | Кіпр           | товариський матч  | -    |                |
| 8-4-1992   | Рамат-Ган      | Ізраїль              | 2 – 2     | Ісландія       | товариський матч  | -    |                |
| 5-8-1992   | Тофтір         | Фарерські острови    | 1 – 1     | Ізраїль        | товариський матч  | 1    |                |
| 9-8-1992   | Рейк'явік      | Ісландія             | 0 – 2     | Ізраїль        | товариський матч  | -    |                |
| 9-9-1992   | Мелець         | Польща               | 1 – 1     | Ізраїль        | товариський матч  | -    | ЖК             |
| 23-9-1992  | Будапешт       | Угорщина             | 3 – 0     | Ізраїль        | товариський матч  | -    | 31'            |
| 11-11-1992 | Рамат-Ган      | Ізраїль              | 1 – 3     | Швеція         | Відбір до ЧС 1994 | 1    | 10'            |
| 2-12-1992  | Рамат-Ган      | Ізраїль              | 0 – 2     | Болгарія       | Відбір до ЧС 1994 | -    |                |
| 3-2-1993   | Рамат-Ган      | Ізраїль              | 0 – 0     | Польща         | Відбір до ЧС 1994 | -    |                |
| 17-2-1993  | Рамат-Ган      | Ізраїль              | 0 – 4     | Франція        | Відбір до ЧС 1994 | -    |                |
| 24-3-1993  | Рамат-Ган      | Ізраїль              | 2 – 2     | Росія          | товариський матч  | -    |                |
| 27-4-1993  | Одеса          | Україна              | 1 – 1     | Ізраїль        | товариський матч  | -    | 15'            |
| 12-5-1993  | Софія (місто)  | Болгарія             | 2 – 2     | Ізраїль        | Відбір до ЧС 1994 | -    |                |
| 16-6-1993  | Лахті          | Фінляндія            | 0 – 0     | Ізраїль        | Відбір до ЧС 1994 | -    |                |
| 15-3-1994  | Рамат-Ган      | Ізраїль              | 1 – 0     | Україна        | товариський матч  | 1    |                |
| 31-5-1994  | Рамат-Ган      | Ізраїль              | 0 – 3     | Аргентина      | товариський матч  | -    |                |
| 17-8-1994  | Рамат-Ган      | Ізраїль              | 0 – 4     | Хорватія       | товариський матч  | -    |                |
| 4-9-1994   | Рамат-Ган      | Ізраїль              | 2 – 1     | Польща         | Відбір до ЧЄ 1996 | -    | 7'             |
| 12-10-1994 | Рамат-Ган      | Ізраїль              | 2 – 2     | Словаччина     | Відбір до ЧЄ 1996 | 1    | 61'            |
| 16-11-1994 | Трабзон        | Азербайджан          | 0 – 2     | Ізраїль        | Відбір до ЧЄ 1996 | -    | 23'            |
| 14-2-1995  | Ашдод          | Ізраїль              | 4 – 2     | Люксембург     | товариський матч  | -    | 46'            |
| 8-3-1995   | Стамбул        | Туреччина            | 2 – 1     | Ізраїль        | товариський матч  | -    |                |
| 29-3-1995  | Рамат-Ган      | Ізраїль              | 0 – 0     | Франція        | Відбір до ЧЄ 1996 | -    |                |
| 25-4-1995  | Забже          | Польща               | 4 – 3     | Ізраїль        | Відбір до ЧЄ 1996 | -    |                |
| 17-5-1995  | Рамат-Ган      | Ізраїль              | 1 – 2     | Бразилія       | товариський матч  | -    |                |
| 7-6-1995   | Бухарест       | Румунія              | 2 – 1     | Ізраїль        | Відбір до ЧЄ 1996 | -    |                |
| 16-8-1995  | Шіофок         | Угорщина             | 0 – 2     | Ізраїль        | товариський матч  | -    |                |
| 6-9-1995   | Кошиці         | Словаччина           | 1 – 0     | Ізраїль        | Відбір до ЧЄ 1996 | -    | 43'            |
| 20-9-1995  | Єрусалим       | Ізраїль              | 3 – 1     | Уругвай        | товариський матч  | -    | 80'            |
| 11-10-1995 | Тель-Авів      | Ізраїль              | 2 – 0     | Азербайджан    | Відбір до ЧЄ 1996 | -    | кап.           |
| 15-11-1995 | Кан            | Франція              | 2 – 0     | Ізраїль        | Відбір до ЧЄ 1996 | -    | 64'            |
| 24-1-1996  | Халкіда        | Греція               | 2 – 1     | Ізраїль        | товариський матч  | -    |                |
| 21-2-1996  | Хайфа          | Ізраїль              | 4 – 2     | Литва          | товариський матч  | 1    |                |
| 26-3-1996  | Вараждин       | Хорватія             | 2 – 0     | Ізраїль        | товариський матч  | -    |                |
| 30-4-1996  | Рамат-Ган      | Ізраїль              | 4 – 5     | Південна Корея | товариський матч  | 1    | 61'            |
| 14-8-1996  | Бухарест       | Румунія              | 2 – 0     | Ізраїль        | товариський матч  | -    |                |
| 1-9-1996   | Рамат-Ган      | Ізраїль              | 2 – 1     | Болгарія       | Відбір до ЧС 1998 | 1    | кап.           |
| 9-10-1996  | Рамат-Ган      | Ізраїль              | 1 – 1     | Росія          | Відбір до ЧС 1998 | -    | кап.           |
| 10-11-1996 | Лімасол        | Кіпр                 | 2 – 0     | Ізраїль        | Відбір до ЧС 1998 | -    | кап. 72'       |
| 15-12-1996 | Рамат-Ган      | Ізраїль              | 1 – 0     | Люксембург     | Відбір до ЧС 1998 | -    |                |
| 31-3-1997  | Люксембург     | Люксембург           | 0 – 3     | Ізраїль        | Відбір до ЧС 1998 | 1    | кап.           |
| 30-4-1997  | Рамат-Ган      | Ізраїль              | 2 – 0     | Кіпр           | Відбір до ЧС 1998 | -    | кап. 25'       |
| 17-6-1997  | Джексонвілл    | США                  | 2 – 1     | Ізраїль        | товариський матч  | -    | кап. 30'       |
| 20-8-1997  | Лімасол        | Болгарія             | 1 – 0     | Ізраїль        | Відбір до ЧС 1998 | -    | кап.           |
| 10-10-1998 | Серравалле     | Сан-Марино           | 0 – 5     | Ізраїль        | Відбір до ЧЄ 2000 | -    | 61'            |
| 14-10-1998 | Тель-Авів      | Ізраїль              | 1 – 2     | Іспанія        | Відбір до ЧЄ 2000 | -    | 76'            |
| 18-11-1998 | Сетубал        | Португалія           | 2 – 0     | Ізраїль        | товариський матч  | -    | кап. 69'       |
| 24-2-1999  | Рамат-Ган      | Ізраїль              | 2 – 0     | Латвія         | товариський матч  | -    | кап.           |
| 10-3-1999  | Бухарест       | Румунія              | 0 – 2     | Ізраїль        | товариський матч  | -    | кап.           |
| 28-3-1999  | Рамат-Ган      | Ізраїль              | 3 – 0     | Кіпр           | Відбір до ЧЄ 2000 | 1    | кап.           |
| 6-6-1999   | Рамат-Ган      | Ізраїль              | 5 – 0     | Австрія        | Відбір до ЧЄ 2000 | -    | кап. 17'       |
| 18-8-1999  | Братислава     | Словаччина           | 1 – 0     | Ізраїль        | товариський матч  | -    | кап. 74'       |
| 5-9-1999   | Лімасол        | Кіпр                 | 3 – 2     | Ізраїль        | Відбір до ЧЄ 2000 | -    | кап. 52'       |
| 10-10-1999 | Альбасете      | Іспанія              | 3 – 0     | Ізраїль        | Відбір до ЧЄ 2000 | -    | кап.           |
| 13-11-1999 | Хайфа          | Ізраїль              | 0 – 5     | Данія          | Відбір до ЧЄ 2000 | -    | кап. 53' 78'   |
| 17-11-1999 | Копенгаген     | Данія                | 3 – 0     | Ізраїль        | Відбір до ЧЄ 2000 | -    | кап.           |
| 23-2-2000  | Рамат-Ган      | Ізраїль              | 4 – 1     | Росія          | товариський матч  | -    | кап. 45'       |
| 26-4-2000  | Прага          | Чехія                | 4 – 1     | Ізраїль        | товариський матч  | -    | кап. 54'       |
| 16-8-2000  | Москва         | Росія                | 1 – 0     | Ізраїль        | товариський матч  | -    | кап. 83'       |
| 3-9-2000   | Рамат-Ган      | Ізраїль              | 2 – 0     | Ліхтенштейн    | Відбір до ЧС 2002 | -    | кап. 66'       |
| 14-2-2001  | Герцлія        | Ізраїль              | 1 – 0     | Молдова        | товариський матч  | -    | кап.           |
| 28-3-2001  | Відень         | Австрія              | 2 – 1     | Ізраїль        | Відбір до ЧС 2002 | -    | кап. 39' 73'   |
| 6-6-2001   | Рамат-Ган      | Ізраїль              | 1 – 1     | Іспанія        | Відбір до ЧС 2002 | -    | 70'            |
| 15-8-2001  | Каунас         | Литва                | 2 – 3     | Ізраїль        | товариський матч  | 1    | 46'            |
| 1-9-2001   | Сараєво        | Боснія і Герцеговина | 0 – 0     | Ізраїль        | Відбір до ЧС 2002 | -    | кап.           |
| 27-10-2001 | Рамат-Ган      | Ізраїль              | 1 – 1     | Австрія        | Відбір до ЧС 2002 | -    | кап. 26'       |
| 13-2-2002  | Кайзерслаутерн | Німеччина            | 7 – 1     | Ізраїль        | товариський матч  | -    | кап.           |
| 13-2-2002  | Люксембург     | Люксембург           | 0 – 5     | Ізраїль        | товариський матч  | -    | кап.           |
| 12-10-2002 | Та-Калі        | Мальта               | 0 – 2     | Ізраїль        | Відбір до ЧЄ 2004 | -    | кап.           |
| 20-11-2002 | Скоп'є         | Північна Македонія   | 2 – 3     | Ізраїль        | товариський матч  | -    | кап. 64' 90+5' |
| 5-3-2003   | Рамат-Ган      | Ізраїль              | 0 – 0     | Молдова        | товариський матч  | -    | кап. 65'       |
| 29-3-2003  | Лімасол        | Кіпр                 | 1 – 1     | Ізраїль        | Відбір до ЧЄ 2004 | -    | кап. 56'       |
| 2-4-2003   | Палермо        | Ізраїль              | 1 – 2     | Франція        | Відбір до ЧЄ 2004 | -    | кап. 74'       |
| 30-4-2003  | Палермо        | Ізраїль              | 2 – 0     | Кіпр           | Відбір до ЧЄ 2004 | -    | кап. 85'       |
| Усього     |                | Матчів               | 78        |                | Голів             | 12   |                |

## Титули і досягнення
- Чемпіон Ізраїлю (2):

«Маккабі» (Хайфа): 1990-1991
«Маккабі» (Тель-Авів): 2002-2003
- Володар Кубка Ізраїлю (3):

«Маккабі» (Хайфа): 1990-1991
«Маккабі» (Тель-Авів): 2000-2001, 2001-2002
- Володар Суперкубка Ізраїлю (1):

«Маккабі» (Хайфа): 1989